# Renzo Arbore
Lorenzo Giovanni Arbore (n. 24 iunie 1937, Foggia, Apulia, Italia), cunoscut ca Renzo Arbore, este un cantautor italian.